# 扎瓦利夫斯卡迪布罗瓦

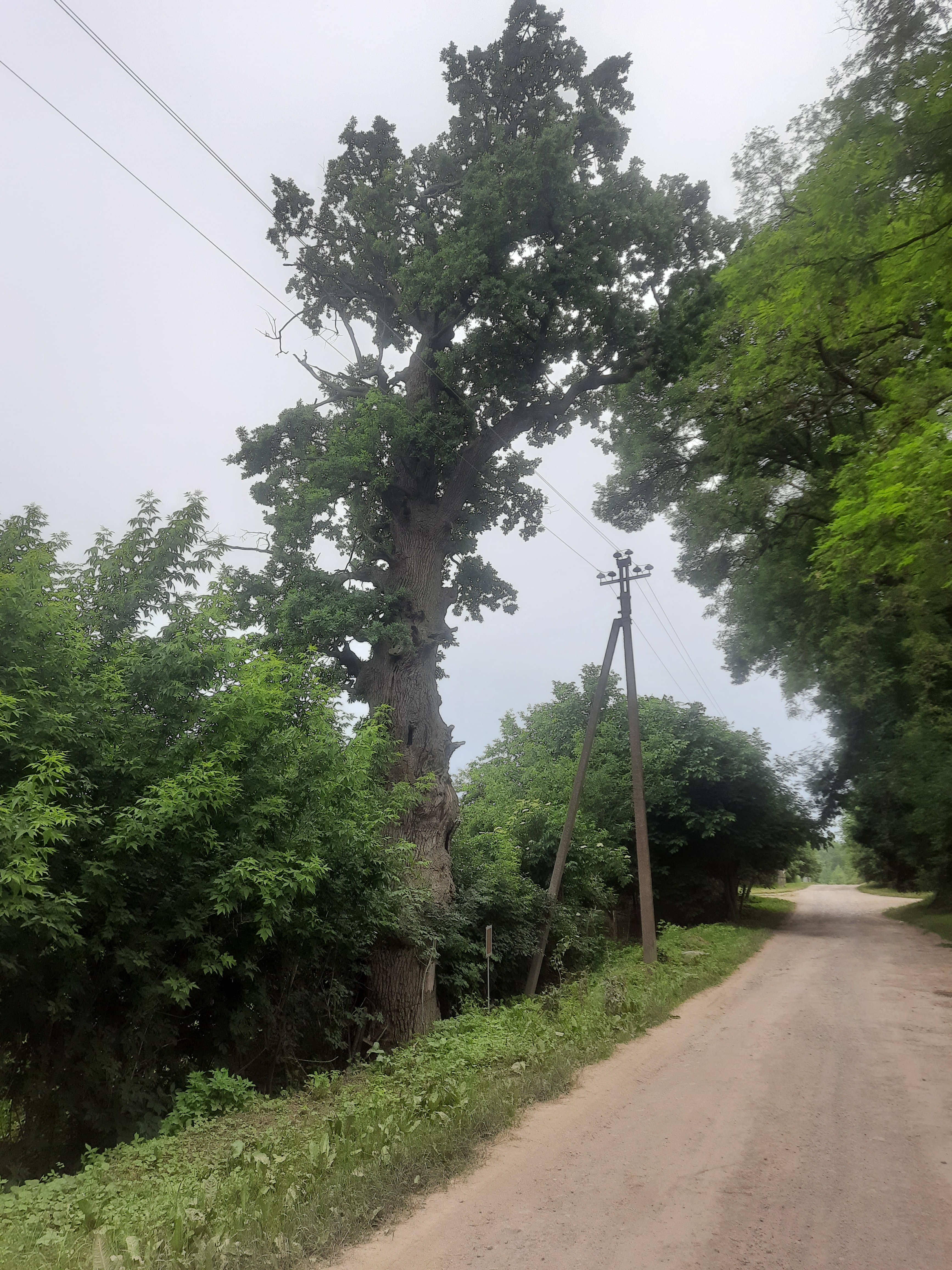
古老橡树

48°36′54″N 26°22′37″E / 48.61500°N 26.37694°E
扎瓦利夫斯卡迪布罗瓦（羅馬化：Zavalivska Dibrova），2024年9月前名为切爾沃納迪布羅瓦（烏克蘭語：Червона Діброва），是烏克蘭的村落，位於該國西部赫梅利尼茨基州，由卡緬涅茨-波多利斯基區日瓦内茨市镇負責管轄，面積0.24平方公里，2001年人口90，人口密度每平方公里383人。
2024年9月19日，乌克兰最高拉达将此村的名字改为扎瓦利夫斯卡迪布罗瓦。